# Neivamyrmex californicus
Neivamyrmex californicus é uma espécie de formiga do gênero Neivamyrmex.